# Partido Popular del País Vasco
El Partido Popular del País Vasco (en euskera: Euskadiko Alderdi Popularra) es la delegación del Partido Popular en el País Vasco. Su rama juvenil pertenece a las Nuevas Generaciones del Partido Popular.
Fue fundado en enero de 1989 con el nacimiento del Partido Popular, heredero de Alianza Popular. Su sede central se encuentra en la calle Licenciado Poza de Bilbao y esta presidido desde noviembre de 2023 por Javier de Andrés. Cuenta con siete escaños en el Parlamento Vasco, dos alcaldías, 15 junteros en las Juntas Generales y dos diputados en las Cortes Generales.

## Presidentes
Desde su fundación en 1989, el PP del País Vasco ha tenido los siguientes presidentes:
- José Eugenio Azpiroz (1988-1989)
- Jaime Mayor Oreja (1989-1996)
- Carlos Iturgaiz (1996-2004)
- María San Gil (2004-2008)
- Antonio Basagoiti (2008-2013)
- Arantza Quiroga (2013-2015)
- Alfonso Alonso (2015-2020)
- Amaya Fernández Angulo (2020), de forma interina
- Carlos Iturgaiz (2020-2023)
- Javier de Andrés (2023-)

Carlos Iturgaiz ha sido el presidente que más tiempo ha estado en el cargo.

## Cargos territoriales
|                 | Presidente      | Secretario general |
| --------------- | --------------- | ------------------ |
| PP de Álava     | Iñaki Oyarzábal | Ana Salazar        |
| PP de Guipúzcoa | Muriel Larrea   | Jorge Mota         |
| PP de Vizcaya   | Raquel González | Eduardo Andrade    |

## Candidatos a lendakari
El candidato a lendakari del PP ha sido siempre el presidente del PP del País Vasco. La única excepción fueron las elecciones al Parlamento Vasco de 2001, las últimas en las que se presentó Jaime Mayor Oreja, en las que el presidente seguía siendo Carlos Iturgaiz. Los únicos candidatos que se han presentado más de una vez a Lendakari han sido Jaime Mayor Oreja, que lo ha hecho en cuatro ocasiones, aunque una de ellas fuera por Coalición Popular, y Antonio Basagoiti y Carlos Iturgaiz, que lo han hecho en dos.

## Representación institucional
| Representación institucional  | Partido Popular del País Vasco |
| ----------------------------- | ------------------------------ |
| Concejales                    | 71/2651                        |
| Alcaldes                      | 2/251                          |
| Juntas Generales de Vizcaya   | 3/51                           |
| Juntas Generales de Guipúzcoa | 3/51                           |
| Juntas Generales de Álava     | 9/51                           |
| Parlamento Vasco              | 7/75                           |
| Congreso de los Diputados     | 2/18                           |
| Ayuntamiento de Vitoria       | 6/27                           |
| Ayuntamiento de San Sebastián | 3/27                           |
| Ayuntamiento de Bilbao        | 4/29                           |

## Resultados electorales

### Parlamento Vasco
| Elecciones | Votos   | %     | Diputados | +/- | Candidato           | Posición |
| ---------- | ------- | ----- | --------- | --- | ------------------- | -------- |
| 1980 a     | 43.751  | 4,77  | 2/60      |     | Florencio Aróstegui | 6.º      |
| 1984 b     | 100.581 | 9,36  | 7/75      | 5   | Jaime Mayor Oreja   | 4.º      |
| 1986 b     | 55.606  | 4,86  | 2/75      | 5   | Julen Guimón        | 6.º      |
| 1990       | 83.719  | 8,23  | 6/75      | 4   | Jaime Mayor Oreja   | 5.º      |
| 1994       | 146.960 | 14,41 | 11/75     | 5   | Jaime Mayor Oreja   | 4.º      |
| 1998       | 251.743 | 20,13 | 16/75     | 5   | Carlos Iturgaiz     | 2.º      |
| 2001       | 326.933 | 23,12 | 19/75     | 3   | Jaime Mayor Oreja   | 2.º      |
| 2005       | 210.614 | 17,40 | 15/75     | 4   | María San Gil       | 3.º      |
| 2009       | 144.944 | 14,09 | 13/75     | 2   | Antonio Basagoiti   | 3.º      |
| 2012       | 129.907 | 11,73 | 10/75     | 3   | Antonio Basagoiti   | 4.º      |
| 2016       | 107.357 | 10,16 | 9/75      | 1   | Alfonso Alonso      | 5.º      |
| 2020 c     | 60.650  | 6,77  | 5/75      | 4   | Carlos Iturgaiz     | 5.º      |
| 2024       | 98.144  | 9,34  | 7/75      | 2   | Javier de Andrés    | 4.º      |

a Como Alianza Popular. 

b Como Coalición Popular.

c Como PP+Cs (Obtuvieron 6 escaños: 5 diputados para el PP y 1 para Cs).
En el Parlamento Vasco, su grupo parlamentario adopta la denominación bilingüe de Grupo Popular Vasco - Euskal Talde Popularra.

### Congreso de los Diputados
| Elecciones       | Votos   | %     | Diputados | Posición |
| ---------------- | ------- | ----- | --------- | -------- |
| 1977 a           | 71.909  | 7,11  | 1/21      | 4.º      |
| 1979 b           | 34.108  | 3,5   | 0/21      | 7.º      |
| 1982 c           | 139.148 | 11,64 | 2/21      | 4.º      |
| 1986 c           | 114.967 | 10,5  | 2/21      | 4.º      |
| 1989             | 103.697 | 9,37  | 2/21      | 5.º      |
| 1993             | 175.758 | 14,68 | 4/19      | 3.º      |
| 1996             | 231.286 | 18,34 | 5/19      | 3.º      |
| 2000             | 323.235 | 28,26 | 7/19      | 2.º      |
| 2004             | 235.785 | 18,89 | 4/19      | 3.º      |
| 2008             | 209.244 | 18,53 | 3/18      | 3.º      |
| 2011             | 210.797 | 17,81 | 3/18      | 4.º      |
| 2015             | 142.127 | 11,62 | 2/18      | 5.°      |
| 2016             | 148.553 | 12,87 | 2/18      | 5.°      |
| 2019 (abril)     | 95.041  | 7,45  | 0/18      | 5.°      |
| 2019 (noviembre) | 104.746 | 8,85  | 1/18      | 5.º      |
| 2023             | 131.789 | 11,49 | 2/18      | 4.º      |

a Como Alianza Popular en Álava y Vizcaya, en Guipúzcoa como Guipúzcoa Unida. 

b Coalición Democrática y Demócratas Independientes Vascos bajo la marca Unión Foral del País Vasco.

c Como Alianza Popular, en coalición con Partido Demócrata Popular y con Partido Liberal (España, 1976). 

### Elecciones municipales en el País Vasco
| Año    | Elecciones                     | Votos   | Concejales |
| ------ | ------------------------------ | ------- | ---------- |
| 1979 a | Elecciones municipales de 1979 | 366     | 3          |
| 1983 b | Elecciones municipales de 1987 | 77.818  | 97         |
| 1987 c | Elecciones municipales de 1987 | 58.109  | 54         |
| 1991   | Elecciones municipales de 1991 | 76.170  | 68         |
| 1995   | Elecciones municipales de 1995 | 160.706 | 166        |
| 1999   | Elecciones municipales de 1999 | 203.222 | 223        |
| 2003   | Elecciones municipales de 2003 | 212.458 | 232        |
| 2007   | Elecciones municipales de 2007 | 153.258 | 185        |
| 2011   | Elecciones municipales de 2011 | 146.726 | 163        |
| 2015   | Elecciones municipales de 2015 | 102.399 | 79         |
| 2019   | Elecciones municipales de 2019 | 78.634  | 55         |
| 2023   | Elecciones municipales de 2023 | 84.463  | 70         |

a Como Unión Foral del País Vasco. 

b Como Alianza Popular, en coalición con Partido Demócrata Popular y con Partido Liberal (España, 1976). 

c Como Alianza Popular. 

## Evolución electoral

### Elecciones autonómicas de 2001 y 2005
La evolución electoral fue ascendente hasta las elecciones de 2001, cuando obtuvo 19 escaños (en coalición con Unidad Alavesa) con 326.933 votos (23.12%) y fue la segunda fuerza política tras el Partido Nacionalista Vasco. Desde entonces, ha ido perdiendo progresivamente apoyos en cada elección a la que se ha presentado.
En las elecciones de 2005 fue la tercera fuerza, tras el Partido Socialista de Euskadi-Euskadiko Ezkerra, y consiguió 210.614 sufragios (17,40%) y 15 escaños en el parlamento.

### Elecciones municipales de 2007

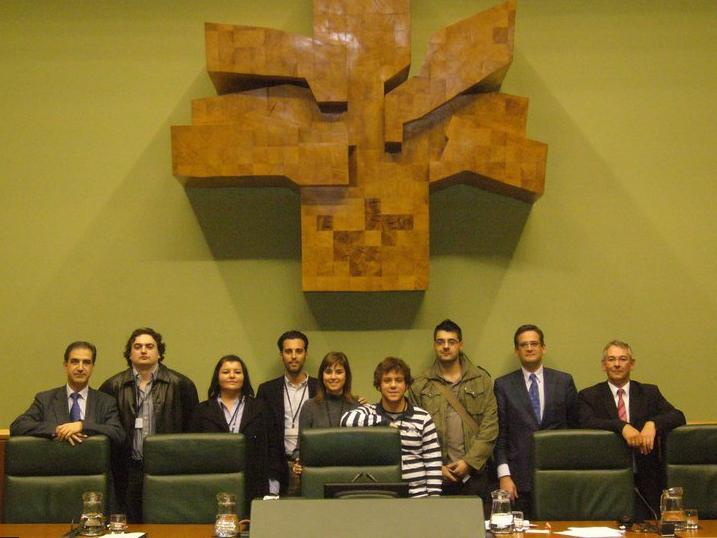
En el parlamento vasco

Tras las elecciones municipales de 2007, el PP experimentó un retroceso de casi 60.000 votos respecto a los comicios de municipales de 2003 y obtuvo 153.296 votos (15,78%) lo que supuso 184 concejales en el conjunto del País Vasco, siendo la quinta fuerza política en número de ediles, frente a los 296 del 2003. Gobierna en 4 de los 253 municipios del País Vasco. Hasta 2007, solo había gobernado en municipios de Álava, y a partir de ese año consiguió su primera alcaldía guipuzcoana: Al ser impugnadas las listas de Acción Nacionalista Vasca y Abertzale Sozialisten Batasuna en la localidad de Lizarza, la lista del PP quedó como única admitida y con 27 votos (8% del total de votos emitidos) logró los 7 ediles y la alcaldía. Los votos nulos y blancos atribuidos a ANV y Partido Nacionalista Vasco respectivamente, alcanzaron el 92,39%. De esta manera, el PP consiguió la única alcaldía en Guipúzcoa de toda su historia.
En Álava, gobierna en 4 municipios: Yécora, donde obtuvo el 51,12 % de los votos; Baños de Ebro, donde fue la primera fuerza, con el 41,63 % de los votos y Lanciego donde fue la segunda lista más votada, con un 35,37 % de los votos. En Labastida también consiguió ser el partido más votado, pero con una mayoría simple del 39,14 % que no le permitió conseguir la alcaldía. No obstante, una moción de censura en 2009 desalojó al hasta entonces alcalde de EB y el PP alcanzó un acuerdo con 2 ediles expulsados del PNV para alternarse en la alcaldía del municipio. En Vizcaya no gobierna en ninguno, y su mejor resultado en 2007 fue en Guecho, donde fue la segunda lista con casi un tercio de los votos admitidos (sin contar los de ANV).

### Elecciones autonómicas de 2009
Para las elecciones al Parlamento Vasco de 2009 presentó como candidato a lendakari a su presidente regional Antonio Basagoiti. Durante la campaña electoral propugnó un cambio de gobierno que incluyera al PP vasco, solicitando tres consejerías (Educación, Cultura e Interior) en el nuevo ejecutivo, con el fin de realizar cambios en la Ertzaintza, la ETB y la política lingüística del Gobierno Vasco, defendiendo la primacía del castellano como lengua común. Esta propuesta de colaboración con el PSE-EE se enmarcó dentro de una nueva línea política a desarrollar en relación con los partidos nacionalistas aprobada en el XVI Congreso nacional del PP en 2008 en Valencia.
El Partido Popular del País Vasco obtuvo en dichas elecciones casi 150.000 votos (14,09%), que le reportaron un total de 13 escaños. Consiguió 6 escaños por Álava, 3 por Guipúzcoa y 4 por Vizcaya. Según un preacuerdo con el PSE-EE del 26 de marzo de 2009, el PP presidió la cámara vasca a cambio de su apoyo a Patxi López como lendakari. El 3 de abril de 2009 fue elegida presidenta del Parlamento Vasco Arantza Quiroga. Sus primeras palabras como presidenta fueron en euskera para agradecer la confianza depositada en su persona y dirigió después un emotivo recuerdo a todas las víctimas del terrorismo.

### Elecciones municipales y forales de 2011
En las elecciones municipales y forales de 2011, el PP lejos de recuperarse y acaparar voto perdido del PSE-EE/PSOE, continuó su bajada en votos en el País Vasco. El PP perdió poco más de 6500 votos en las últimas elecciones municipales y forales. Obtuvo 146.763 votos, obteniendo un 13'83% de voto, lo que le supusieron 164 concejales (20 menos que en las anteriores elecciones). No obtuvo ninguna alcaldía en Guipúzcoa, ni tampoco en Vizcaya.
Guipúzcoa
Obtiene 33.331 votos, lo que supone un 9'88% de voto. Consigue 27 concejales en todo el territorio (frente a los 44 que consiguió en las anteriores elecciones). Su mejor resultado se da en San Sebastián, donde consigue un 19'51% de voto, y mantiene sus seis concejales. A pesar de todo, pasa de segunda a tercera fuerza política en número de votos (empatando con la cuarta en concejales). También consigue un resultado medio en Irún, donde consigue algo más de un 17% y cinco concejales. A pesar de ello, pasa de segunda a cuarta fuerza política, tanto en número de votos, como en concejales. En el resto del territorio obtiene resultados muy discretos, superando en muy pocos de ellos el 10% de voto. El PP fue cuarta fuerza política en la mayoría de municipios guipuzcoanos (superado por Bildu, PNV y PSE-EE) y en ocasiones superado por Aralar y Hamaikabat. En las elecciones a Juntas Generales de Guipúzcoa el PP obtuvo 4 junteros (2 menos que los que consiguió en las anteriores elecciones, que fueron 6). 3 de ellos los consiguió en la Comarca de San Sebastián y el cuarto de ellos en la Comarca del Bidasoa, lo que le convirtió en cuarta fuerza política en el territorio.
Vizcaya
Obtiene 74.403 votos, lo que supone un 15'61% de voto. Tiene una pérdida de más de 7.600 votos frente a las anteriores elecciones. Consigue 55 concejales en todo el territorio (frente a los 67 que disponía anteriormente). Su mejor resultado se da en Bilbao y en Guecho, donde en ambas se mantiene como segunda fuerza política. A pesar de mantenerse como segunda fuerza en Bilbao, sufre una pronunciada caída de más de 6.200 votos, que le hacen perder un concejal. En Guecho también se mantiene como segunda fuerza, pero también pierde un concejal respecto a la anterior cita electoral. En el resto de municipios de Vizcaya obtiene un resultado más bien discreto, que aumenta un poco en la margen izquierda del Nervión. A pesar de todo, ni siquiera en la Margen Izquierda es capaz de subir de un cuarto o tercer puesto en número de votos. En las elecciones a Juntas Generales de Vizcaya, el PP pasa de tercera a cuarta fuerza, pero mantiene sus 8 junteros en la cámara. 
Álava
El PP gana las elecciones en Álava por un escaso margen con PNV. A pesar de perder poco más de 150 votos, el PP gana un juntero y obtiene 16, gracias al desplome del PSE-EE/PSOE. Lo mismo ocurre en las elecciones a la alcaldía de Vitoria. El PP gana poco más de 200 votos, pero gracias al gran desplome del PSE-EE/PSOE, consigue convertirse en primera fuerza en la capital. Consigue la alcaldía de Vitoria y cinco alcaldías más en la zona de la Rioja Alavesa, Baños de Ebro, Labastida, Laguardía, Oyón y Yécora. Consigue la Diputación Foral de Álava gracias al apoyo del PSE-EE/PSOE, y a la abstención de las dos junteras de EB-B, que no quisieron apoyar al candidato de EAJ-PNV, que recibió los votos de PNV y de la coalición Bildu. La abstención de las dos junteras de EB-B hizo que el PP se hiciera con la Diputación alavesa.

### Elecciones autonómicas de 2012
En las elecciones al Parlamento Vasco de 2012 el PP vasco siguió perdiendo apoyos ya que obtuvo 129.907 votos (11,73%), lo que se tradujo en 10 parlamentarios, tres menos que en 2009, convirtiéndose en la cuarta fuerza política vasca, por detrás de PNV, EH Bildu y PSE-EE. Su candidato fue, al igual que en 2009, Antonio Basagoiti. Perdió 16.000 votos en el País Vasco, consiguiendo el peor resultado de los últimos 22 años. Fue cuarta fuerza en los tres territorios históricos, así como en la mayoría de los municipios. 
Guipúzcoa
Obtiene 30.461 votos, que se traduce en 2 parlamentarios y un 8,50% del voto emitido. Fue cuarta fuerza en el cómputo general de Guipúzcoa, así como en todos los municipios del territorio histórico. Su mejor resultado se da en San Sebastián, pero apenas alcanza el 16% del voto, siendo cuarta fuerza política. Fue cuarta fuerza en la mayoría de barrios donostiarras excepto en Amara y el Centro, donde fue segunda, y Ayete donde fue tercera. No fue la fuerza más votada en ningún barrio donostiarra. Su segundo mejor resultado se da en Irún donde también es cuarta fuerza política, y tampoco llega al 13% del voto emitido. En el resto de municipios de Guipúzcoa no llega ni al 10% del voto. 
Vizcaya
Obtiene 70.749 votos, que se traduce en 3 parlamentarios y un 11,80% del voto emitido. Fue cuarta fuerza en el cómputo general de Vizcaya, así como en todos los municipios del territorio histórico excepto en tres. En Bilbao fue tercera fuerza, por un escaso margen con la coalición EH Bildu. En Ermua también fue tercera fuerza por solamente 86 votos de diferencia nuevamente con la coalición EH Bildu. El único resultado aceptable lo consiguió en Guecho donde fue segunda fuerza, aun y todo muy lejos de los resultados históricos que ha conseguido en este municipio. En el resto de Vizcaya obtuvo resultados muy discretos siendo cuarta fuerza en el resto de municipios.
Álava
Obtiene 29.374 votos, que se traduce en 5 parlamentarios y un 18,95% del voto. Fue cuarta fuerza en el cómputo general alavés, así como en muchos municipios del territorio. Solamente fue la fuerza más votada en siete municipios de la Rioja Alavesa de escasa población. En Vitoria fue tercera fuerza, y en los siguientes dos municipios más poblados del territorio Llodio y Amurrio fue cuarta fuerza.

### Elecciones municipales y forales de 2015
Las últimas elecciones celebradas en el País Vasco, las municipales y forales del 24 de mayo de 2015, supusieron un revés considerable para el Partido Popular del País Vasco. El partido perdió unos 44 000 votos en la comunidad autónoma respecto a las anteriores elecciones, y se quedó en algo más de 100 000 votos, el peor resultado de las últimas décadas.
Guipúzcoa
Su peor resultado lo obtuvo en el territorio guipuzcoano, donde solamente consiguió un juntero en las elecciones a Juntas Generales (tres menos que en las elecciones anteriores), siendo este elegido por la circunscripción de la comarca de San Sebastián. En las municipales solamente obtuvo representación en cuatro municipios guipuzcoanos: 3 concejales en San Sebastián (perdiendo la mitad de sus corporativos), 2 concejales en Irún (pasando de 5 a 2 concejales), 1 concejal en Fuenterrabía, y 1 concejal en Lasarte-Oria. No obtuvo representación en municipios como Pasajes, Rentería o Éibar.    
Vizcaya
En esta provincia, en las elecciones a Juntas Generales perdió la mitad de sus escaños pasando de 8 a 4. En Bilbao pasó de 6 concejales a 3. Tuvo una importante bajada en Guecho, uno de sus principales caladeros de votos, donde pasó de 9 concejales a 5. En la localidad de Ermua pasó de ser segunda fuerza a ser quinta.  
Álava
El tirón del candidato a alcalde de Vitoria Javier Maroto hizo que el PP mantuviera el tipo en la capital alavesa, si bien Gorka Urtaran, del PNV, se hizo con la alcaldía tras pactar con otras fuerzas. En el resto de Álava el PP bajó cerca de un 35% en votos, perdiendo varias alcaldías de la zona de la Rioja Alavesa. Consiguió mantener las alcaldías de Navaridas, Laguardia y Baños de Ebro. Gracias al empuje del candidato Maroto, consiguieron ser la fuerza más votada en las elecciones a Juntas Generales por unos pocos votos de diferencia con el PNV, pero al sacar este más escaños, el PP perdió también la Diputación Foral de Álava en favor del candidato del PNV Ramiro Gónzalez.

### Elecciones autonómicas de 2016
Después de 4 años complicados en los que el PP vasco cambio de presidente dos veces (Antonio Basagoiti dimitió tras los resultados de 2012 y Arantza Quiroga dimitió tras ser desautorizada por la dirección nacional del PP tras presentar una Ponencia de Convivencia que incluía también a EhBildu). En las elecciones al parlamento vasco del 25 de septiembre de 2016, el PP vasco consiguió 107.000 votos y 9 parlamentarios (1 menos que la anterior cita). El candidato por Álava y exministro de Sanidad Alfonso Alonso valoró positivamente los resultados y destacó que el partido, pese a haber perdido algo más de 20.000 votos consiguió unos resultados satisfactorios comparando su resultado con el descalabro del PSE-EE en esta cita.
Guipúzcoa
En el territorio guipuzcoano consiguió unos resultados similares a los de 2012, revalidando sus 2 parlamentarios. En la mayoría de pueblos pasó de ser la cuarta fuerza a ser la quinta tras la irrupción de Podemos en estos comicios.
Vizcaya
En Vizcaya, el PP perdió cerca de 15.000 votos lo que supuso la pérdida de un parlamentario respecto a 2012, aunque se mantuvo segundo en Guecho y tercero (por cerca de 500 votos sobre el segundo) en Bilbao
Álava
El PP vasco obtuvo el mejor resultado de estas elecciones en este territorio donde consiguió unos resultados muy similares a 2012, lo que, tras la irrupción de Podemos en el panorama vasco, supuso que el PP pasase a ser la segunda fuerza en este territorio por detrás del PNV. También recuperó la segunda plaza en la capital, Vitoria.

### Elecciones municipales y forales de 2019
En las últimas elecciones celebradas en el País Vasco, las municipales y forales del 26 de mayo de 2019, supusieron otro retroceso para el Partido Popular del País Vasco que, lejos de recueprarse, el partido perdió unos 35.000 votos en la comunidad autónoma respecto a las anteriores elecciones, y se quedó en algo más de 66.000 votos, el peor resultado de su historia.
Guipúzcoa
Su peor resultado lo obtuvo en el territorio guipuzcoano como en anteriores citas, donde revalidó el juntero conseguido en las anteriores elecciones, pero perdiendo algo más de 2.000 votos. En las municipales solamente obtuvo representación en dos municipios guipuzcoanos: 3 concejales en San Sebastián (donde Borja Sémper consiguió sumar 3 000 votos más con una campaña alejada de las siglas del PP) y 1 concejal en Irún (pasando de 2 a 1 concejales). No obtuvo representación en Fuenterrabía y  Lasarte-Oria (como en la anterior cita).    
Vizcaya
En esta provincia, en las elecciones a Juntas Generales perdió la mitad de sus escaños pasando de 4 a 2. En Bilbao pasó de 4 concejales a 3. Perdió en total 11 de los 26 concejales obtenidos en la anterior cita, desapareciendo por completo en las localidades de Durango, Erandio, Galdácano, Santurce, Sestao y Lujua.  
Álava
El golpe más duro de la cita se vivió en Álava, donde se repitió algo similar al resto de territorios. En total, el PP perdió 10 de los 46 concejales obtenidos en la anterior cita y en las juntas generales el PP pasó de ser primera fuerza en votos a perder 4 junteros y más de 11 000 votos, cayendo al cuarto puesto por detrás de PNV, EH Bildu y PSOE. El resultado en su capital, Vitoria, fue realmente agrio para los populares puesto que pasaron de ser la primera fuerza con 9 concejales a perder 4 concejales y caer hasta el cuarto puesto. La caída se homogeneizó en el resto del territorio, desapareciendo de municipios como Amurrio y Llodio. En la Rioja Alavesa, el PP revalidó las alcaldías de Navaridas y Baños de Ebro, pero perdió las de Laguardia y Labastida ante acuerdos entre el PNV y EH Bildu, pese a haber sido el partido más votado en ambos.

### Elecciones autonómicas de 2020
En medio de la pandemia del COVID-19 y tras el cese de Alfonso Alonso como candidato pese a haber anunciado su candidatura, el País Vasco celebró comicios el 12 de julio de 2020. Con el apoyo de Pablo Casado, presidente del PP, Carlos Iturgaiz pasó a ser el candidato del PP vasco para estas elecciones, donde el PP se presentó en coalición con Ciudadanos, formando la marca PP+Cs. El PP vasco consiguió los peores resultados desde la época de Alianza Popular, en una jornada electoral marcada por la baja participación. La coalición PP+Cs consiguió 6 parlamentarios, tres por Álava, dos por Vizcaya y uno por Guipúzcoa. 
Guipúzcoa
Como en citas anteriores, su peor resultado lo obtuvo en el territorio guipuzcoano, donde perdió un parlamentario quedándose con uno solo por este territorio. Perdió cerca de 10.000 votos, consiguiendo 14.000 y bajando por primera vez del 5% en este territorio.    
Vizcaya
En esta provincia, el PP vasco consiguió mantener los dos parlamentarios obtenidos en la anterior cita tras en recuento con el voto del extranjero. Sin embargo, perdió cerca de 20.000 (un 3%).
Álava
El golpe más duro de la cita se vivió en Álava, donde en la misma línea que en las elecciones municipales y forales de 2019, el PP perdió gran parte de sus apoyos perdiendo la mitad de los votos obtenidos en 2012. El PP pasó de ser la segunda fuerza tanto en la provincia como en la capital Vitoria a ser la cuarta en ambas.

### Elecciones autonómicas de 2024
A mediados del año 2023, el candidato a las elecciones de 2020, Carlos Iturgaiz, anunció que no se presentaría de nuevo y dejaría la presidencia del Partido Popular vasco. Posteriormente, en noviembre de ese mismo año se celebrará el XVI Congreso Regional del PP, que aupará a Javier de Andrés, exdiputado general de Álava, como presidente de la formación de centroderecha tras haberse anunciado un mes antes su candidatura a la Lehendakaritza. Tras haber roto el acuerdo electoral con Ciudadanos, se presentó, como en años anteriores, en solitario. En estas elecciones, y por primera vez desde el año 2012, el Partido Popular experimentó un crecimiento en votos, pasando de 5 a 7 parlamentarios (tras la ruptura de la coalición, uno de los dos diputados de Cs pasó al Grupo Mixto, y el otro se integró en el PP). 
Guipúzcoa
El PP vasco creció en votos en esta provincia, sin embargo, obtuvo sólo un parlamentario. Consiguió cerca de 22.000 votos, creciendo el doble con respecto a la anterior convocatoria, pero aun así resultó insuficiente para obtener más escaños.
Vizcaya
Con respecto a Vizcaya, los populares mantuvieron los dos parlamentarios obtenidos en la anterior convocatoria, no obstante, subió en votos, pasando de los 32.000 obtenidos en 2020, a cerca de 51.000.
Álava
El Partido Popular vasco tiene una importante concentración de voto en la provincia de Álava, y fue aquí donde obtuvo cuatro escaños y experimentó una importante subida en votos, quedando a tan sólo 485 de sorpassar al PSE-EE, y mejorando además los resultados obtenidos en el año 2020.